# Psychotria muscosa
Psychotria muscosa là một loài thực vật có hoa trong họ Thiến thảo. Loài này được (Jacq.) Steyerm. miêu tả khoa học đầu tiên năm 1972.